# Somatolophia pallescens
Somatolophia pallescens är en fjärilsart som beskrevs av Mcdunnough 1940. Somatolophia pallescens ingår i släktet Somatolophia och familjen mätare. Inga underarter finns listade i Catalogue of Life.